# Stuttgart-Bad Cannstatt (stacja kolejowa)
Stuttgart-Bad Cannstatt – stacja kolejowa w Stuttgarcie, w kraju związkowym Badenia-Wirtembergia, w Niemczech. Znajduje się tu 5 peronów.